# Чинчилови
Чинчилови (Chinchillidae) е семейство дребни бозайници от разред Гризачи (Rodentia). Включва три съществуващи в наши дни рода, като представителите им са разпространени в южните и западни части на Южна Америка. Масата на различните видове чинчилови варира от 800 g до 8 kg, те имат силни задни крака и големи уши. Козината им е гъста и мека, като кожите на някои видове се използват в кожарската промишленост.

## Размножаване
Женската чинчила обикновено ражда най-много по три малки, а бременността продължава около 45 дена.

## Класификация
- †Eoviscaccia incertae sedis
- Подсемейство Chinchillinae
  - Род Chinchilla – Чинчили
  - Род Lagidium – Планински вискачи, Зайкомиши вискача
- Подсемейство Lagostominae
  - Род Lagostomus – Равнинни вискачи
  - Род †Pliolagostomus
  - Род †Prolagostomus